# Сайгын, Самет
Самед-бек Мешеди-бек Рафибеков (азерб. Səməd bəy Məşədi bəy oğlu Rəfibəyov), в Турции — Самед Сайгын (тур. Samet Saygın; Пустой шаблон {{ВД-Преамбула}} ) — азербайджанский и турецкий военный деятель, подполковник Азербайджанской Демократической Республики, генерал-майор (1948) Турецкой Республики. Первый азербайджанец дослужившийся до звания генерала в вооружённых силах Турции.

## Военная служба
Родился в 1892 году в квартале Балабагбан города Елизаветполь. Окончил Тифлисское военное училище. 1 января 1916 года был направлен младшим офицером в 7-й Кавказский пограничный пеший полк. С 1 июля того же года по 6 декабря 1917 года — командир роты.
С января 1918 года в составе вновь формировавшегося по приказу главнокомандующего войсками Кавказского фронта генерала от инфантерии М. А. Пржевальского № 155 от 11 декабря 1917 года Мусульманского корпуса (с 26 июня 1918 года Отдельный Азербайджанский корпус). С 22 января — командир роты 1-го стрелкового Бакинского полка 1-й пехотной дивизии. 2 июля 1918 года произведен сначала в поручики, а затем в штабс-капитаны.

### Служба в Азербайджане
При формировании генерал-лейтенантом Нури-пашой в мае—июле Кавказской исламской армии, в её состав вместе с прибывшими турецкими подразделениями вошёл Отдельный Азербайджанский корпус. В начале июля начался процесс расформирования корпуса. 13 августа приказом Нури-паши Отдельный Азербайджанский корпус, как самостоятельное соединение, был расформирован, штабс-капитан Рафибеков был временно командирован в распоряжение Комиссара железных дорог.
После Мудросского перемирия и начала эвакуации турецких войск из Азербайджана, 1 ноября постановлением Совета Министров Азербайджанской Республики было учреждено Военное министерство и начата работа по созданию национальной армии. 3 февраля 1919 года штабс-капитан Рафибеков был назначен исполняющим должность старшего адъютанта штаба 1-й пехотной дивизии дислоцированного в Агдаме. Вскоре после этого, был назначен командиром 3-го батальона 1-го пехотного Джеванширского полка 1-й пехотной дивизии. Из рапорта штабс-капитана Рафибекова командующему 1-м пехотным Джеванширским полком подполковнику Исрафилову:

Предпровождая при сем краткую записку о прохождении моей службы, доношу, что я выслужил чин капитана…, а потому прошу Вашего ходатайства о производстве меня в чин капитана.
25 июня 1919 года — за отличие по службе произведен в капитаны и вскоре 26 августа назначен командующим вновь формирующимся Ленкоранским резервным батальоном.
Из приказа по военному ведомству № 373:

Капитан первого пехотного Джеванширского полка Рафибеков назначается командующим вновь формирующимся Ленкоранским резервным батальоном. Названному обер-офицеру немедленно приступить к сформированию резервного батальона и о сформировании его донести.
Батальон подчиняется во всех отношениях начальнику 2-й пехотной дивизии.

Военный министр генерал от артиллерии Мехмандаров. Баку, 26 августа 1919 года
1 декабря 1919 года — назначен временно командующим вновь формируемым 7-м пехотным Ширванским полком. 25 января 1920 года — произведен в подполковники и назначен командующим 1-м пехотным Джеванширским полком. Из приказа временно исполняющего обязанности военного министра генерала от артиллерии Али-Ага Шихлинского:

Объявляя о сем, — от лица службы приношу подполковнику Рафибекову искреннюю благодарность за его честную и самоотверженную службу, уверен, что и на новом месте он окажется вполне достойным того доверия, которым он заслуженно пользуется в настоящее время и быстро поставит на должную высоту и Джеванширский полк.

В марте 1920 года части полка успешно действовали в боях в Карабахе. Подполковник Рафибеков командовал одним из отрядов группировки азербайджанских войск под общим командованием Генерального штаба генерал-майора Салимова. Согласно донесению генерала Салимова временно управляющему военным министерством генералу от артиллерии А. Шихлинскому от 14 апреля отряд подполковника Рафибекова, особо отличился в четырёхдневной Кешишкендской операции. После установления в апреле 1920 года в Азербайджане советской власти Самед-бек Рафибеков участвовал в Гянджинском восстание.

### Служба в Турции
Позже перебрался в Турцию, где продолжил военную службу. 1 июля 1920 года назначен заместителем командира азербайджанского полка в составе Восточного фронта турецкой армии. Участвовал в боевых действиях на армянском, иракском фронтах и в войне за независимость Турции. С марта 1921 года по ноябрь 1922 года был начальником переводческого отдела на Восточном фронте. С ноября 1922 года по ноябрь 1924 года — заместитель командующего 15-м конным полком 6-й конной дивизии. С 1924 года по ноябрь 1928 года — офицер-представитель в 6-й конной дивизии. В 1928—1930 годах проходит курсы усовершенствования в военном училище. После окончания обучения назначен командиром конного отряда в 13-м конном полку. С 1932 года в 5-м конном полку. С 1935 года командующий полком. С 1938 года — заместитель командующего 41-м конным полком. В 1940 году назначен начальником разведывательного отдела 3-й армии. С 15 августа 1942 года — командующий 45-м конным полком. 30 августа 1942 года произведен в полковники. 28 августа 1948 года произведен в генерал-майоры и назначен командующим 2-й конной бригадой. 2 августа 1952 года назначен членом Инспекционной группы сухопутных войск.
После принятия закона о фамилиях в Турции, взял фамилию Сайгын. Награжден боевой медалью и орденом «Независимость» 1-й степени.
Скончался 19 января 1980 года.